# إطلاق نار مركز كولومبيانا
إطلاق نار مركز كولومبيانا بعد ظهر يوم 16 أبريل 2022 وقع إطلاق نار جماعي في مركز كولومبيانا للتسوق في كولومبيا بولاية ساوث كارولينا. وأفادت التقارير أن عشرة أشخاص تتراوح أعمارهم بين 16 و73 عاما أصيبوا بنيران. تم الإبلاغ عن إصابة اثنين آخرين أثناء إخلاء المبنى. لم يتم الإبلاغ عن وفيات. وبحسب ما ورد اعتُقل ثلاثة أشخاص يحملون أسلحة نارية، رغم أن شخصاً واحداً فقط أطلق النار من مسدسه. تم القبض على مشتبه به أسود. وفقًا لـ WFTV تم الإبلاغ لاحقًا عن زيادة الإصابات إلى 14.

## المشتبه بهم
قال رئيس شرطة كولومبيا إن شرطة كولومبيا ألقت القبض على ماركيز لوف روبنسون (20 عامًا) وجواين إم برايس (22 عامًا). وقد تم اتهامهم بتسع تهم بالاعتداء والضرب بالضرب ذي الطبيعة المشددة والشروع في القتل، ووجهت إلى روبنسون تهمة حمل مسدس بشكل غير قانوني. تم القبض على المشتبه به الثالث وهو أماري سينسيري جمال سميث (21 عامًا) بعد أن سلم نفسه.
جميع المشتبه بهم محتجزون بدون سند في مركز احتجاز مقاطعة ليكسينغتون.